# Linhart György
Linhart György (Pest, 1844. június 16. – Magyaróvár, 1925. január 27.) fitopatológus, „a magyar növénykórtan atyja”, botanikus, mikológus, gazdasági akadémiai tanár. Botanikai szakmunkákban nevének rövidítése: „Linh.”.

## Élete
A Magyaróvári Császári és Királyi Gazdasági Felsőbb Tanintézetben végzett tanulmányai a kutatómunka felé terelték. A Heinrich Anton de Bary (a „tudományos növénykórtan atyja”, Strasbourgi Egyetem és Julius Kühn (Hallei Egyetem) mellett folytatott tanulmányokat, majd Oroszországban dolgozott gazdatisztként. Munkásságának elismeréseként 1874-ben kinevezték az időközben – az országban elsőként – akadémiai rangra emelt Magyaróvári Magyar Királyi Gazdasági Akadémia tanárává, ahol a növénytan tanszék vezetőjeként három évtizedig működött. Gazdasági növénytant, növénybonctant, élettant, növénykórtant és ásványtant tanított. A gazdasági növénytan tanítását először emelte olyan színvonalra, amely a tudományos és a gyakorlati követelményeket egyaránt kielégítette. Ő vezette be tanszékén a szemléltető oktatást. Állandóan foglalkoztatták a mezőgazdasági szakoktatás átszervezésének kérdései, ezért Darányi Ignác földművelésügyi miniszter megbízásából a külföldi példák tanulmányozása után részletes jelentést készített a korszerűsítés érdekében. Nagy szerepet vállalt az akadémiákra vonatkozó magasabb követelményű tanmenet összeállításában is. Linhart 1884-ben Deininger Imrétől átvette a Magyaróvári Vetőmagvizsgáló Állomás vezetését, 1897-ben megszervezte és 1910-ig vezette a Magyar Királyi Állami Vetőmagvizsgáló, Növényélet- és Kórtani Állomás t Magyaróváron. Itt alapozta meg a hazai növénykórtani és növényvédelmi kutatást. Ezen intézményt, továbbá az Országos Phylloxera Kísérleti Állomást (1881), amely 1890-ben Magyar Királyi Állami Rovartani Állomássá alakult, melyek az 1932-ben Budapesten létrehozott Növényvédelmi Kutatóintézet jogelődjei voltak. Az ún. „Linhart-féle kosaras csávázás” a búza kőüszög betegségei (Tilletia spp.) ellen a rézgálic oldatra alapozott új csávázási módszert rajta keresztül ismerte meg a gazdaközösség, amelyet 1885-től a második világháború, után az 1945–50-es évekig alkalmaztak. Linhart egész életét a hivatásának szentelte, oktató, szervező, gyakorlati és tudományos munkásságáért több külföldi és magyar kitüntetést kapott. A Magyarország gombáiból összeállított exsiccata gyűjteménye 1882-1887 között jelent meg, öt kötetben (centuria). A gyűjtemény felöleli a 19. század hazánkban károsító gombáinak legnagyobb részét. A növénykórtani vonatkozású első mikológiai gyűjteményt Linhart tette közzé. 80 éves korában, 1925. január 27-én halt meg, sírja a magyaróvári temetőben van. Emlékének őrzésére utcát nevezett el róla a hálás utókor.